# Тихомиров, Владислав Борисович
Тихомиров Владислав Борисович (6 августа 1930 г. — 31 декабря 1999 г.) — советский и российский политолог, один из руководителей «Института тренинга и исследований» при ООН, доктор технических наук, профессор.

## Биография
Владислав Тихомиров начинал свою научную деятельность как физик-ядерщик. По некоторым данным, получил смертельную дозу радиации, но выжил, и после тяжёлой формы облучения вынужден был уйти из ядерной промышленности.
Затем Владислав Борисович написал ряд книг по планированию и анализу научных экспериментов, став признанным авторитетом в данной области, после чего перешёл в область системных исследований в политической сфере.
С 1975 по 1978 год он являлся первым заведующим кафедрой математических методов и информационных технологий МГИМО, которая как самостоятельное образование начала функционировать с конца 1975 г. (до этого существовал цикл математических дисциплин на кафедре бухгалтерского учёта и статистики).
С 1976 года Тихомиров являлся руководителем Проблемной лаборатории МГИМО МИД России.

Становление прикладной теории в МГИМО в 1970-х годах было связано прежде всего с именем и деятельностью Владислава Борисовича Тихомирова. Это был человек с большими связями и очень энергичный. Причём, первое тогда было важнее. Передавали, что у него был выход на круг личных друзей Л. И. Брежнева. Тихомиров начинал карьеру в системе военно-промышленного комплекса (ВПК), а Брежнев имел в этих кругах много друзей.
Придя в МГИМО, Тихомиров добился создания Проблемной научно-исследовательской лаборатории системного анализа международных отношений (ПНИЛСАМО). Кажется, это был 1975 год. Он ставил перед собой не только научные задачи, но и вполне конкретные цели карьерного характера. Человек был талантливый, и ему удалось разработать оригинальную экспертную методику, на основе которой он вместе с Анатолием Андреевичем Злобиным и мной выполнил несколько новаторских работ. Эти исследования носили действительно прогностический характер, благодаря чему они сразу получили поддержку со стороны МИД и КГБ.

К сожалению, Тихомиров проработал в МГИМО не долго. В 1976 г. он получил искомое — назначение в ООН, уехал в длительную командировку за рубеж, после которой в МГИМО уже не вернулся.— Хрусталёв М. А. Две ветви ТМО в России// Международные процессы (Журнал теории международных отношений и мировой политики)
По некоторым сведениям, под его руководством начали свою научную карьеру Анатолий Громыко («Громыко-младший») и Алексей Подберёзкин.
Впоследствии Владислав был направлен в Америку.
Тихомиров являлся ведущим сотрудником и одним из руководителей Учебного и научно-исследовательского института ООН в Женеве. Состоял членом Правления «Российской ассоциации бывших служащих международных организаций».
По возвращении из Америки Тихомиров перешёл в Высшую партийную школу КПСС, а после 1991 г. — в «Горбачёв-Фонд» директором Центра общественных знаний.
В последние годы жизни Владислав работал профессором в МГУ им. М. В. Ломоносова.

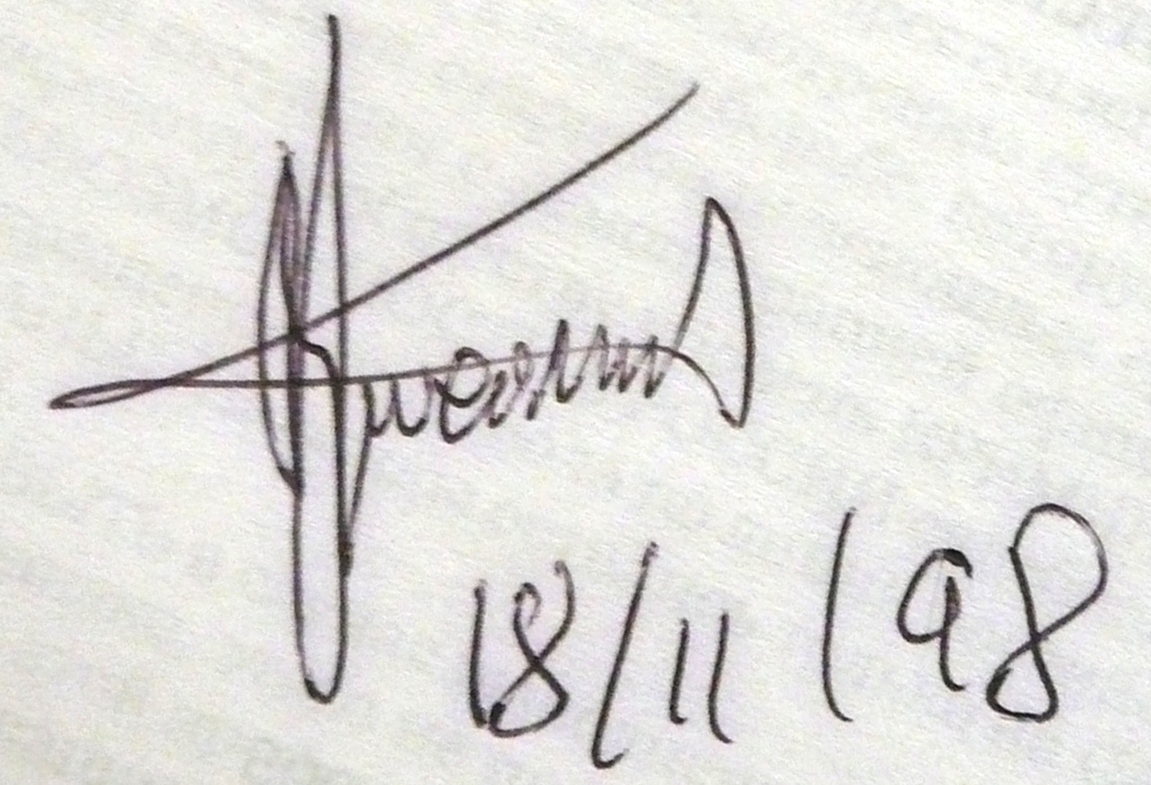
Автограф В. Б. Тихомирова (1998 г.)

Дочь В. Б. Тихомирова — Ирина Владиславовна Тихомирова — также стала политологом: в 1992 г. она успешно защитила в Москве диссертацию на соискание учёной степени кандидата политологических наук на тему «Политический риск и управление социально-политическими процессами».

## Исследования в области политологии
В. Б. Тихомиров являлся автором оригинальных аналитических моделей, получивших название: информационно-прогнозная технология «РИСК-1», «колёса Тихомирова» (модель «восемь колёс»), «решётка Тихомирова» («политическая решётка» или «матрица политических сил»), и других.
Работал в качестве политического консультанта ряда избирательных кампаний в Российской Федерации и на Украине.

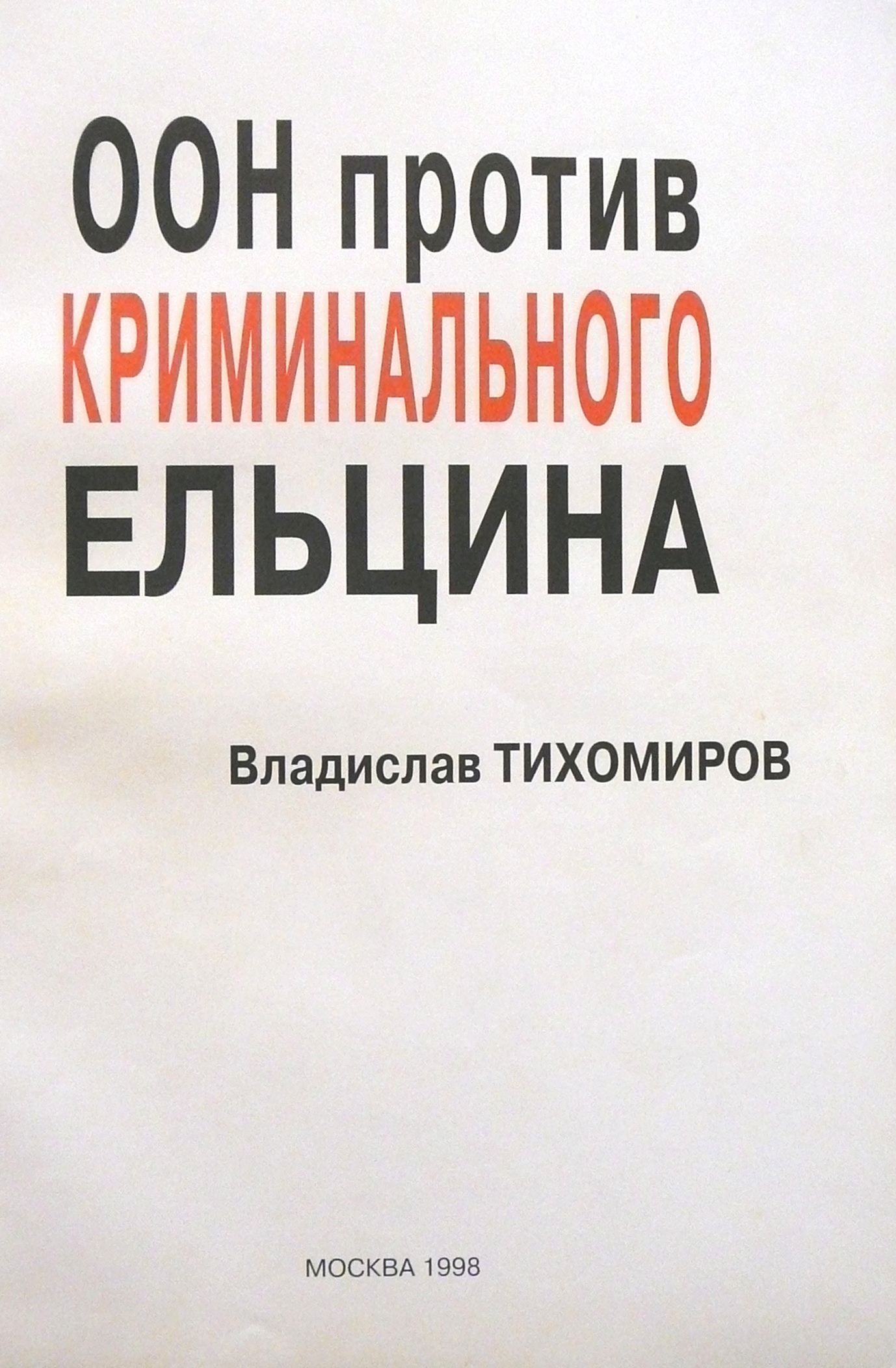
Обложка книги В. Б. Тихомирова «ООН против криминального ЕЛЬЦИНА» (1998 г.)

### Информационно-прогнозная технология «РИСК-1»
Под руководством В. Б. Тихомирова была создана информационно-прогнозная технология «РИСК-1».
В технологии «РИСК-1» обработка информации на 57 % проводилась машинами. Её применение позволяло довольно оперативно решать вопросы, связанные с моделированием сложной политической ситуации: в частности, относительно точно прогнозировать результаты голосований на партийных съездах (например, на XXVIII съезде КПСС) и при анализе ситуации в Литве, Молдавии и на Украине. Эти технологии позволяли по небольшим выборкам прогнозировать поведение делегатов и заранее просчитывать ходы тем, кто владел информацией. Наиболее заметным событием, где упомянутые принципы проводились с самым большим размахом, был XXVIII съезд КПСС.

### «Колёса Тихомирова»
В. Б. Тихомиров предложил несколько прикладных технологий анализа текущей ситуации, предоставляющих исследователю возможности поиска оптимальных решений.
В конце 1980-х годов он разработал модель, получившую название «колёса Тихомирова», на основе которой была реализована технология построения прогноза развития политической ситуации. В. Б. Тихомиров полагал, что теоретическая политология должна быть тесно связана с практикой, поэтому разрабатывал прикладные методы и технологии анализа и воздействия на изучаемую ситуацию, опираясь на которые, лицо, принимающее решения, могло бы оценивать возможные последствия.

### «Решётка Тихомирова»
Данная методика, излагавшаяся профессором В. Б. Тихомировым на курсах ИППК при МГУ им. М. В. Ломоносова, носившая название «решётка Тихомирова» или «политическая решётка», основывается на чётко обозначенном отношении, участников политических событий к конкретным формам экономического и политического устройства общества. В зависимости от этого отношения политические силы занимают своё определённое место в матрице — на пересечении их позиций в экономической и политической сферах.

## Процесс «Владислав Борисович Тихомиров и Мария Тихомирова против Российской Федерации»
В 1992 г. В. Б. Тихомиров подал иск к органам власти Российской Федерации, требуя возмещения причитающегося ему по пенсионной программе ООН вознаграждения.
7 июля 1997 г. В. Б. Тихомиров подал жалобу в Европейскую Комиссию по правам человека, которая была зарегистрирована 28 августа 1998 г. В результате жалоба была передана Европейскому Суду по правам человека.
В 1998 г. в Словении тиражом 300 экземпляров была издана книга В. Б. Тихомирова «ООН против криминального ЕЛЬЦИНА».
В аннотации к ней говорилось:
Данная публикация является рабочим материалом, подготовленным для МЕЖДУНАРОДНОГО СУДА и к дискуссии в 5-м КОМИТЕТЕ Генеральной Ассамблеи ООН (на 52 сессии — 1998 г.) по докладу ОБЪЕДИНЁННОГО ПЕНСИОННОГО ФОНДА ПЕРСОНАЛА ООН (по части, касающейся МНОГОЛЕТНЕГО отказа правителей РОССИИ от выполнения своих обязательств по международному соглашению с этим Фондом ООН и МОШЕННИЧЕСТВА кремлёвского правительства ПРОТИВ ОРГАНИЗАЦИИ ОБЪЕДИНЁННЫХ НАЦИЙ).

Здесь систематизированы материалы (ранее опубликованные по линии СМИ и в ряде книг), свидетельствующие о КРИМИНАЛЬНОСТИ ЕЛЬЦИНА и правительства РОССИИ — члена ООН, а также документы из судебных дел, при рассмотрении которых суды и прокуратура в РОССИИ отказались уважать (в угоду преступникам из правительства РФ) общепринятые права человека и следовать нормам международного права, признали законным умышленный ОБМАН ООН кремлёвскими правителями.
24 августа 1999 г. Басманный межмуниципальный суд Центрального административного округа города Москвы вынес решение в его пользу, предписав Министерству финансов РФ выплатить В. Б. Тихомирову 74632 доллара США в счёт неполученных пенсионных выплат ООН. 26 октября 1999 г. Московский городской суд отклонил кассационную жалобу финансовых органов на решение суда первой инстанции.

Ссылаясь на статью 6 Конвенции, а также на статью 1 Протокола N 1 к Конвенции, первый заявитель обжаловал факт неисполнения решения Басманного межмуниципального суда Центрального административного округа г. Москвы от 24 августа 1999 г.
После смерти первого заявителя, последовавшей 31 декабря 1999 г., исполнительное производство было приостановлено в связи с необходимостью определения преемников по судебному иску.
В своём письме от 5 мая 2000 г. второй заявитель выразила желание принять права и обязанности первого заявителя по настоящей жалобе.
На основании соответствующих положений законодательства в связи со смертью первого заявителя — Тихомирова В. Б. — его супруге Тихомировой М. (второму заявителю) 1 июля 2000 г. перешло право на иск первого заявителя по решению от 24 августа 1999 г. Второй заявитель, однако, утверждала, что она также не могла добиться исполнения данного судебного решения в нарушение статьи 6 Конвенции и статьи 1 Протокола N 1 к Конвенции.

29 августа 2000 г. Европейский Суд коммуницировал данную жалобу властям Российской Федерации.— Решение по вопросу приемлемости жалобы N 43172/98 «Владислав Борисович Тихомиров (Vladislav Boris Tikhomirov) и Мария Тихомирова (Maria Tikhomirova) против Российской Федерации»)
16 января 2001 г. власти Российской Федерации представили свой меморандум по приемлемости и существу дела, в котором сообщалось, что решение Басманного межмуниципального суда Центрального административного округа города Москвы от 24 августа 1999 г. было исполнено в октябре 2000 г., и второй заявитель получила сумму 2069543 рубля 36 копеек, эквивалентную на тот момент 74632 долларам США.
В своём заседании 21 марта 2002 г. Европейский Суд по правам человека (третья секция) единогласно решил исключить жалобу из списка рассматриваемых дел.

Неким символом времени может быть Владислав Борисович Тихомиров. Человек, который тоже работал в системе ООН. Он также испытал на себе несправедливость родного государства, не получив причитающиеся ему пенсионные начисления. Тихомиров начал судебную тяжбу в середине 90-х, которая закончилась в 2002-м (дело — 43172/98 — информация взята с сайта Европейского суда). Уже без Вячеслава Борисовича. Говорят, он умер, как только узнал о том, что Европейский суд принял к рассмотрению его жалобу о нарушении права собственности. Наследником выступила вдова — Мария Тихомирова.

Но дело так и не дошло до непосредственного рассмотрения и принятия решения. Правительство России опередило, предложив Марии Тихомировой мировое соглашение. Власти РФ выплатили всю заявленную сумму — более 74 тысяч долларов. С одной стороны, хэппи-энд, с другой, прецедента так и не вышло. Учитывая, что в Европейском суде действует прецедентное законодательство, это заметно бы облегчило и ускорило рассмотрение вновь поступающих жалоб. Тем более что поток исков из России от бывших сотрудников системы ООН увеличивается.— Дагаева А. В пользу государства// Артур Дан (авторский проект) (30.09.2005)

## Обстоятельства смерти В. Б. Тихомирова
Непримиримая оппозиция, в которой В. Б. Тихомиров в последние годы своей жизни находился к российским властям и лично к Б. Н. Ельцину, породило стойкое предположение о насильственном характере его смерти. Согласно самой распространённой версии, он умер через несколько дней после преднамеренной «медицинской ошибки».
Так, например, П. М. Хомяков в републикованной в Интернете книге В. Б. Тихомирова «ООН против криминального ЕЛЬЦИНА» писал:
Конец этого гениального ученого был трагическим. Он буквально «на кончике пера» вычислил и описал все криминальные структуры, которые были созданы режимом Ельцина. Всю структуру каналов разворовывания страны и узловые фигуры этого процесса. В книге «ООН против криминального Ельцина» фигурировали и люди известные типа самого Ельцина, Лужкова и т.п. И люди совсем не публичные.
Изданная в Словении тиражом 300 экземпляров, эта книга проникла в Россию окружными путями. И скупалась администрацией Ельцина по 500 долларов за экземпляр. Большую часть тиража скупили. Но кое-что и осталось.
А потом Владислав Борисович как ветеран атомной промышленности и человек заслуженный лег на периодическое обследование. И попал на операционный стол, где ему «по ошибке» вместо больного легкого удалили здоровое.

Через три дня он скончался.

## Работы и статьи В. Б. Тихомирова
- Тихомиров В. Б. Математические методы планирования эксперимента при изучении нетканных материалов. — Москва: «Лёгкая индустрия», 1968. — 158 с.
- Тихомиров В. Б. Планирование и анализ эксперимента (при проведении исследований в лёгкой и текстильной промышленности). — Москва: «Лёгкая индустрия», 1974. — 262 с.
- Тихомиров В. Б., Тихомирова И. В. Политическая обстановка в стране и вокруг неё. — Москва, 1992.
- Тихомиров В. Б. ООН против криминального ЕЛЬЦИНА. — Москва: ТСИС, 1998. — 198 (2) с.